# 오서산
오서산(烏棲山)은 충청남도 보령시 청소면과 청라면, 청양군 화성면, 홍성군 광천읍과 장곡면 경계에 있는 산이다.

## 같이 보기
- 한국의 산